# 巴沃兰库尔
巴沃兰库尔（法語：Bavelincourt，法語發音：[bavlɛ̃kuʁ]）是法国上法蘭西大區索姆省的一个市镇，属于亚眠区。

## 地理
巴沃兰库尔（49°59'11"N, 2°27'17"E）面积7.75 平方千米，位于法国上法蘭西大區索姆省，该省份为法国北部沿海省份，北起加来海峡省和北部省，西接滨海塞纳省和大西洋英吉利海峡，南至瓦兹省，东临埃纳省。
与巴沃兰库尔接壤的市镇（或旧市镇、城区）包括：孔泰、拜济约、阿吕河畔博库尔、贝昂库尔、埃里萨尔、吕邦普雷。
巴沃兰库尔的时区为UTC+01:00、UTC+02:00（夏令时）。

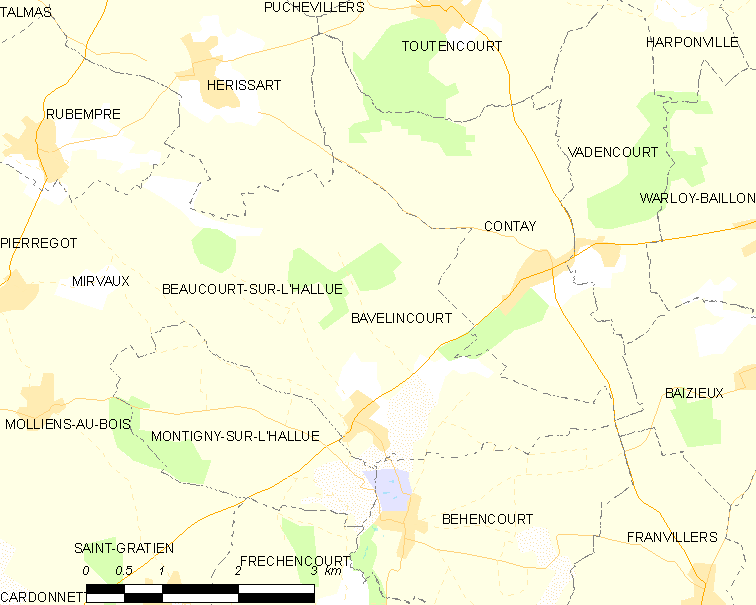
巴沃兰库尔的OSM定位图

## 行政
巴沃兰库尔的邮政编码为80260，INSEE市镇编码为80056。

## 政治
巴沃兰库尔所属的省级选区为科尔比县。

## 人口

1962-2008年间巴沃兰库尔人口变化图示

巴沃兰库尔于2022年1月1日时的人口数量为100人。